# Lycée Janson-de-Sailly
Lycée Janson-de-Sailly là trường cao đẳng lớn nhất ở Paris và là một trong những trường có uy tín nhất ở Châu Âu, với 3.290 sinh viên và 624 chuyên gia trong năm học 2014-2015. Đây cũng là một trong những trường có số lượng học sinh trung học nhiều nhất nước Pháp với 1.245 học sinh được chia thành 30 lớp.
Tòa nhà nằm ở quận 16 của Paris.

## Sinh viên tốt nghiệp nổi tiếng
- Jean Gabin, một nam diễn viên điện ảnh người Pháp
- Roland Garros, một trong những phi công người Pháp thời kì đầu tiên và là một phi công chiến đấu trong Chiến tranh thế giới thứ nhất
- Ibrahim Boubacar Keïta, một chính trị gia người Mali đã được bầu làm Tổng thống Mali vào tháng 8 năm 2013
- Jean Sainteny, một chính khách và cựu sĩ quan tình báo người Pháp
- Đỗ Hữu Vị, một phi công người Việt phục vụ trong Quân đội Pháp